# Kecamatan Tanjung Selor
Kecamatan Tanjung Selor (indonesiska: Tanjung Selor) är ett distrikt i Indonesien.   Det ligger i provinsen Kalimantan Utara, i den norra delen av landet, 1 500 km nordost om huvudstaden Jakarta.